# The American Language
The American Language (La Langue américaine), publié pour la première fois en 1919, est un livre de H. L. Mencken sur la langue anglaise parlée dans les États-Unis.
Mencken fut inspiré par l'« argot des garçons de couleur » de Washington, ainsi que par un de ses auteurs préférés, Mark Twain, et par ses expériences dans les rues de Baltimore. En 1902, Mencken fit des observations sur les « mots bizarres qui entrent dans la formation des États-Unis ». Le livre fut précédé par plusieurs rubriques dans The Evening Sun. Mencken enfin demandait : « Pourquoi quelque expert scrupuleux ne tente pas une grammaire de la langue américaine... C'est-à-dire, l'anglais, comme il est parlé par les grandes masses de la gens simple de cette belle terre ? » Il semblerait qu'il a répondu à sa demande.
Dans la tradition de Noah Webster, qui écrivit le premier dictionnaire américain, Mencken voulait défendre les « américanismes » contre un flux constant des critiques anglais, qui habituellement isolaient les américanismes comme de discutables barbares perversions de la langue mère. Mencken attaqua la grammaire prescriptive de ces critiques-ci et des « mesdemoiselles je-sais-tout » américaines, en soutenant, comme Samuel Johnson dans la préface à son dictionnaire, que la langue évolue indépendamment des livres de texte. 
Le livre discute les débuts des variations « américaines » par rapport à l'« anglais », la diffusion de ces variations, les noms américains et le slang au cours de ses 374 pages. Selon Mencken, l'anglais américain était plus en couleur, vif et créatif que son correspondant britannique.
Le livre se vendit exceptionnellement bien pour les standards de Mencken, 1 400 exemplaires dans les deux premiers mois. Les critiques louèrent généreusement le livre, à l'exception d'une de la vieille némésis de Mencken, Stuart Sherman (en).
Mencken publia plusieurs suppléments complets au volume principal dans les années suivantes, basés sur le boom des articles de linguistique.
Beaucoup des sources et du matériel de recherche associés au livre se trouvent dans la collection Mencken chez la Enoch Pratt Free Library (en) à Baltimore (Maryland).

## Sources
- Fred C. Hobson, Mencken: a life, New York, Random House, 1994,  (ISBN 9780394563299).